# Адріано Феррейра Мартінш
Адріано Феррейра Мартінш (порт.-браз. Adriano Ferreira Martins; нар. 21 січня 1982, Сан-Паулу, Бразилія) — бразильський футболіст, нападник.

## Життєпис
Народився в Сан-Паулу. На юнацькому рівні виступав за «Санта-Круз» та «Озаску». Дорослу футбольну кар'єру розпочав 2002 року в «Ітарате». Наступного року перейшов в «Атлетіка ду Парана», який почергово віддавав його в оренду до «Трезе» (2003), «Ботафого-ЖП» (2004) та «Арапонгас» (2005, де став одним з найкращих бомбардирів другого дивізіону Ліги Паранаенсе з 11-ма забитими м'ячами).
Широко відомим став 2007 року під час виступів у національному чемпіонаті за «Атлетіка ду Парана». У Лізі Паранаенсе Адріано став провідним нападником команди з Марінги, яка завоювала перше місце на етапі прямих набраних очок. Однак у півфіналі плей-оф за чемпіонство команда поступилася «Парані» й припинила боротьбу за чемпіонство.
Завдяки вдалій грі отримав запрошення від «Інтернасьйонала». У своєму дебютному ща нову команді матчі в Серії A 2007 року відзначився голом у воротах «Фламенгу».
На початку 2009 року відправився в піврічну оренду до іспанської «Малаги», а наступні півроку провів в оренді у «Васко да Гама» у Серії C.
У 2010 році він повернувся в Інтернасьйонал, але нападник знову відправився в піврічну оренду, цього разу до японського «Сересо Осака». Відзначився 14-ма голами та допоміг команді підвищитися в класі, але по завершенні сезону залишив її. Після цього продовжив виступи в Японії, у 2011 році перейшов до «Ґамба Осака». Дебютував за нову команду в поєдинку проти свого колишнього клубу, «Сересо Осака», в якому також відзначився й своїм першим голом у новій команді. Того ж року, за рекомендацією тренера Періклеша Шамуски, Адріано запросив катарський «Аль-Джаїш», з яким підписав 3-річний контракт. У своєму дебютному поєдинку за нову команду (3:3 проти Аль-Гарафи) відзначився двома голами. У своєму другому матчі за команду відзначився двома голами, завдяки чому «Аль-Гарафу» здобула перемогу (3:0) над «Ас-Саддом». За підсумками свого першого сезону в «Аль-Джаїші» з 18-ма голами в 20-ти матчах став найкращим бомбардиром Ліги зірок Катару. Адріано висловив зацікавленість грати за національну збірну Катару, проте йому доведеться почекати до 2014 року, щоб розпочати процес натуралізації.
У липні 2014 році підсилив «Токусіма Вортіс». У 2015 році перебрався до іншого японського клубу, «Ванфоре Кофу» 24 липня 2015 року договір було розірвано й Адріано приєднавчя до клубу Серії C (третій дивізіон чемпіонату Бразилії) «Форталеза».
У 2016 році став гравцем клубу Серії B Ліги Каріока «Нова-Ігуасу». 2 квітня у своєму дебютному матчі проти «Ітабораї» відзначився голом, завдяки чому його команда перемогла з рахунком 2:1.
10 травня 2017 року, після того, як з 9-ма голами став другим найкращим бомбардиром Ліги Каріоки, прийняв запрошення від «Волта-Редонди».
У червні 2018 року приєднався до «Барра де Тіхуаса». Однак серйозна травма не дозволила йому виступати за клуб. Перебував без клубу до грудня 2019 року, після чого приєднався до «Португези» (Ріо-де-Жанейро).

## Досягнення
«Інтернасьйонал»
- Ліга Гаушу
  -  Чемпіон (1): 2008
- Рекопа Південної Америки
  -  Володар (1): 2007
- Південноамериканський кубок
  -  Володар (1): 2008
- Кубок Дубай
  -  Володар (1): 2008

«Васко да Гама»
- Серія B Бразилії
  -  Чемпіон (1): 2009

«Аль-Джаїш»
- Кубок зірок Катару
  -  Володар (1): 2012/13

«Нова-Ігуасу»
- Torneio Extra da Taça Guanabara
  -  Володар (1): 2017
- orneio Extra da Taça Rio (Кубок Домінгуша Мору)
  -  Володар (1): 2017

### Особисті
- Найкращий бомбардир Ліги зірок Катару (1): 2011/12 (18 голів)